# Hagedissenbond

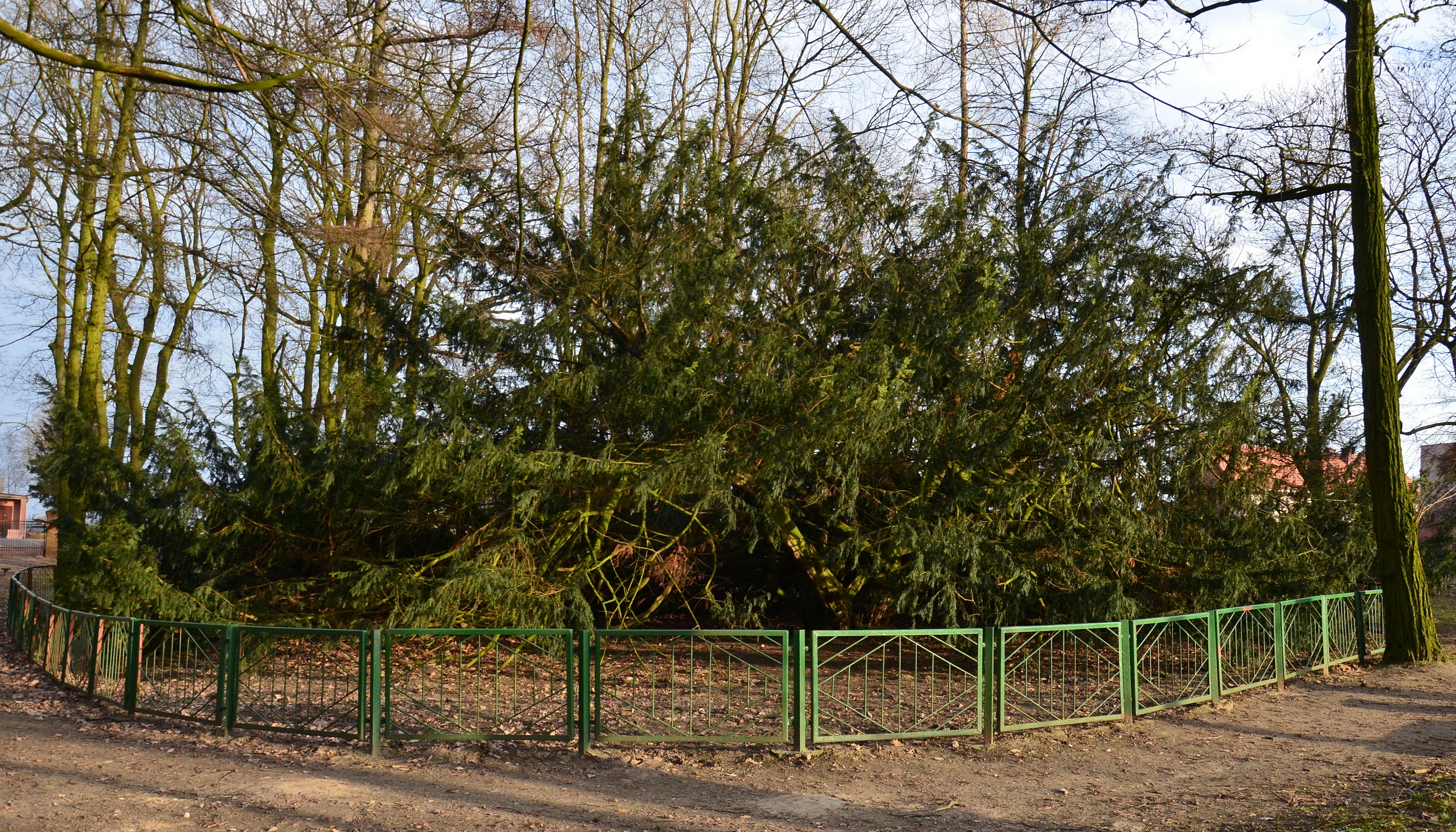
Taxus in Ryńska die volgens de legende door Nicolaus von Renys ter herdenking van de oprichting van de Hagedissenbond geplant is

De Hagedissenbond (Duits: Eidechsenbund; Latijn: lacertarum societas) was een genootschap van ridders in Kulmerland in de tijd van de Duitse Ordestaat. Doel van het in 1397 in de burcht Rehden (Radzyń Chełmiński) gestichte bondgenootschap was bescherming en wederzijdse bijstand tegen de heerschappij van de Duitse Orde en tegenover de grote steden.
De bond werd gesticht door Nicolaus en Johannes von Renys en hun neven Frederik en Nicolaus van Kynthenow. Naamgevend symbool was de hagedis, die ook in bewaard gebleven zegels van enkele leden van de bond is overgeleverd.
In 1410 zou de Hagedissenbond de Duitse Orde in de slag bij Tannenberg onvoldoende hebben bijgestaan, wat een rol in de nederlaag van het Ordeleger zou hebben gespeeld. 
Later werd de Hagedissenbond door de nieuwe grootmeester van de Duitse Orde Hendrik de Oudere van Plauen periodiek verboden en een van haar oprichters, Nicolaus von Renys, zonder enige vorm van proces geëxecuteerd.
In 1440 traden ridders van de Hagedissenbond toe tot de Pruische Bond en ondersteunden dezen in hun conflict met de Duitse Orde.